# Jardin de l'État
El Jardín del Estado anteriormente llamado Jardín del Rey, o en francés, Jardin de l'État y Jardin de l'Roi es el único verdadero jardín botánico de Saint Denis, en la isla de Reunión.
En su entrada principal hay un pequeño espacio con dos arcos en piedra y un busto de general del Primer Imperio François Gédéon Bailly de Monthion. Así mismo se encuentra en el jardín un busto de Pierre Poivre y una fuente Wallace.

## Localización
La Reunión es la isla tropical volcánica más alta de la región, que se formó hace 2.1 millones de años. Está situada a unos 150 km al oeste de Mauricio y 780 km al este de Madagascar, es la más grande (2.512 km²) y la más alta (3.069 m s. n. m.) de todas las islas oceánicas en el Océano Índico. 
Aunque es relativamente poco conocida en comparación a la cercana Isla Mauricio o las Seychelles, la flora nativa de La Reunión parece ser relativamente ricas. Cerca de 240 especies de helechos y más de 500 especies de plantas con flores se han descrito en la isla. Entre las plantas con flores, alrededor de 160 especies son estrictamente endémicas de La Reunión (endemismo a nivel de especie de casi el 30%), y son reconocidos 6 géneros endémicos.

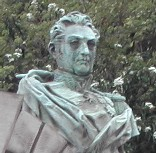
Busto de François Gédéon Bailly de Monthion en la entrada al Jardín de l'État.

La singularidad de la biota nativa de La Reunión radica en su gran diversidad de tipos de vegetación, que van desde la vegetación litoral y bosques semisecos de tierras bajas, con bajos y elevación a medio húmedo (o lluvia), bosques (nublados) los bosques húmedos montanos y la vegetación ericoide en las cumbres más altas de Piton des Neiges (3.069 m s. n. m.) y Piton de la Fournaise (2.631 m s. n. m.), un volcán aún activo.
El jardín botánico "Jardin de l'État" se encuentra en las afueras de Saint Denis en la isla de la Reunión, en el océano Índico.
Jardin de l'État Rue de Paris,  Saint Denis, Île de la Réunion, France-Francia.
Planos y vistas satelitales 20°53′12″S 55°27′04″E / -20.88667, 55.45111
Está abierto todos los días excepto los lunes; se cobra una cuota de admisión.

## Historia
Fue creado a partir de 1767 por la Compañía francesa de las Indias Orientales. 
El "Jardín del Rey" fue un parque público y a la vez el centro de aclimatación de plantas importadas con las que se intentaban mejorar la agricultura colonial de la isla Borbón. 
Estaba mantenido por los botánicos Joseph Hubert, Nicolas Bréon y Jean Michel Claude Richard, y le suministraban plantas de árboles y de especias recogidas fuera de la isla por expertos como Pierre Poivre. Conoció su edad de oro a principios del siglo XIX
El objetivo principal del establecimiento era el de la mejora de la agricultura colonial. El jardín contenía entonces más de 2000 especies y se distribuyeron 7000 plantas entre la población de la isla en 1825. 
A partir de 1848, se volvió un lugar dedicado a fiestas y exposiciones, actividades incompatibles con los objetivos científicos que se le habían asignado. 
Con la departamentalización en 1948, se le cambia el nombre por el de  "Jardín del Estado".
Algunos ejemplos de plantas de la isla que se introdujeron en el "Jardín del Estado": El Ardiéndose, el Jacaranda, Tamarindos, Lichis, Mangos, el Coco orgulloso, el Giroflier, el Muscadier, I' Ilang, Cafeto arábica, la Palmera columna, la Palmera azul de Mauricio, la Piña, la Caña de azúcar.

## Equipamientos
- Museo de historia natural de la Reunión, fue abierto en agosto de 1855. El edificio se levantó entre 1767 y 1773.

## Árboles
El jardín alberga una cincuentena de especies de árboles  :
| - Adansonia digitata - Baobab africano. - Adenanthera pavonina - Madera negra rojiza. - Araucaria columnaris - Pino columnar. - Artocarpus heterophyllus - Jacquier. - Averrhoa carambola - Carambolo. - Bambusa glaucescens - Bambú déesse de oro. - Barringtonia asiatica - Bonete de prêtre. - Caryota mitis - Palmito cola de pez. - Cocos nucifera - Cocotero. - Cordia amplifolia - Teca de Indochina. - Couroupita guianensis - Bala de cañón. - Crescentia cujete - Árbol de calabazas. - Damara araucaria. - Dictyosperma album - Palmito blanco. - Elaeis guineensis - Palmera de aceite. | - Elaeodendron orientale - Madera roja. - Enterolobium cyclocarpum - Oreja de cafre. - Eucalyptus citriodora - Eucalipto citronela. - Ficus microcarpa - Árbol de la Intendencia. - Heritiera littoralis - Toto margot. - Hymenaea courbaril - Courbari. - Inga laurina - Árbol de miel. - Khaya senegalensis - Acajou de Sénégal. - Kigelia africana - Árbol de saucisses. - Livistonia chinensis - Latano de China. - Majidea zamguebarica. - Mangifera indica - Mango. - Melaleuca quinquenervia - Niaouli. - Mimusops coriacea - Pomme d'accot o jacquot. - Pandanus sanderi - Pandanus bicolor. - Pandanus utilis - Vacoa. | - Peltophorum pterocarpum - Árbol mariposa. - Pterocarpus indicus - Sangre de dragón. - Ravenala madagascariensis - Ravenala. - Roystonea oleracea - Palmera real o palmera columna. - Samanea saman - Saman. - Senna siamea - Casia de Siam. - Sterculia foetida - Árbol caca. - Syzygium cumini - Jamblon. - Tabebuia pallida - Cáliz de papel. - Tamarindus indica - Tamarindo. - Terminalia arjuna - Arjuno. - Terminalia catappa - Badamo. - Trisophilam cainito - Árbol de contrafuertes. - Vitex doniana - Grano de bouchon. - Yucca gigantea - Yuca pie de elefante. |

Además :
- Carambole marron.
- Coing de Chine.
- Ficus banian.
- Garcinéa.
- Palmera botella.
- Sándalo.
- Zévis de l'Inde.

Algunos especímenes del "Jardin de l'État".

Especímenes
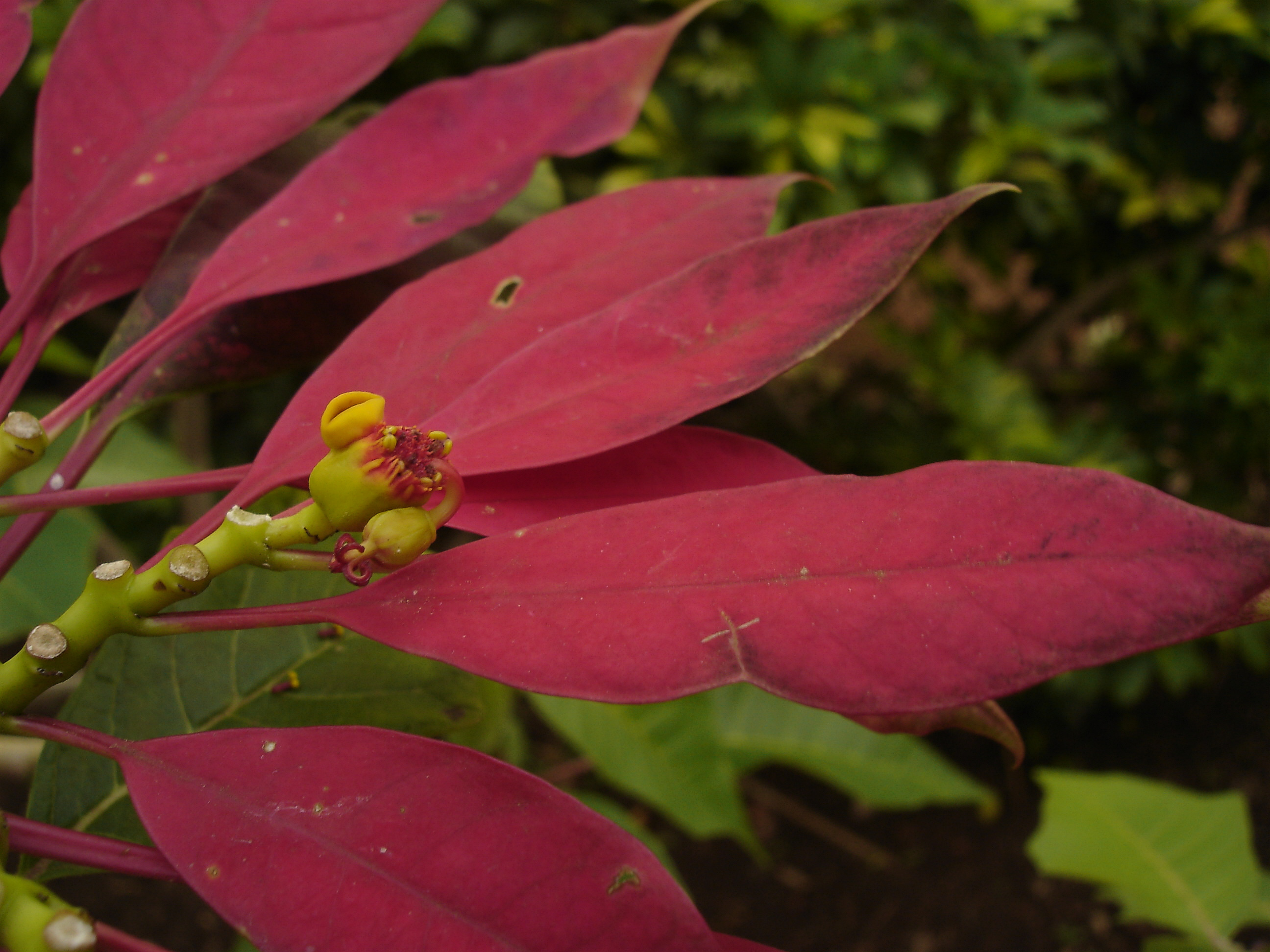
Poinsettia
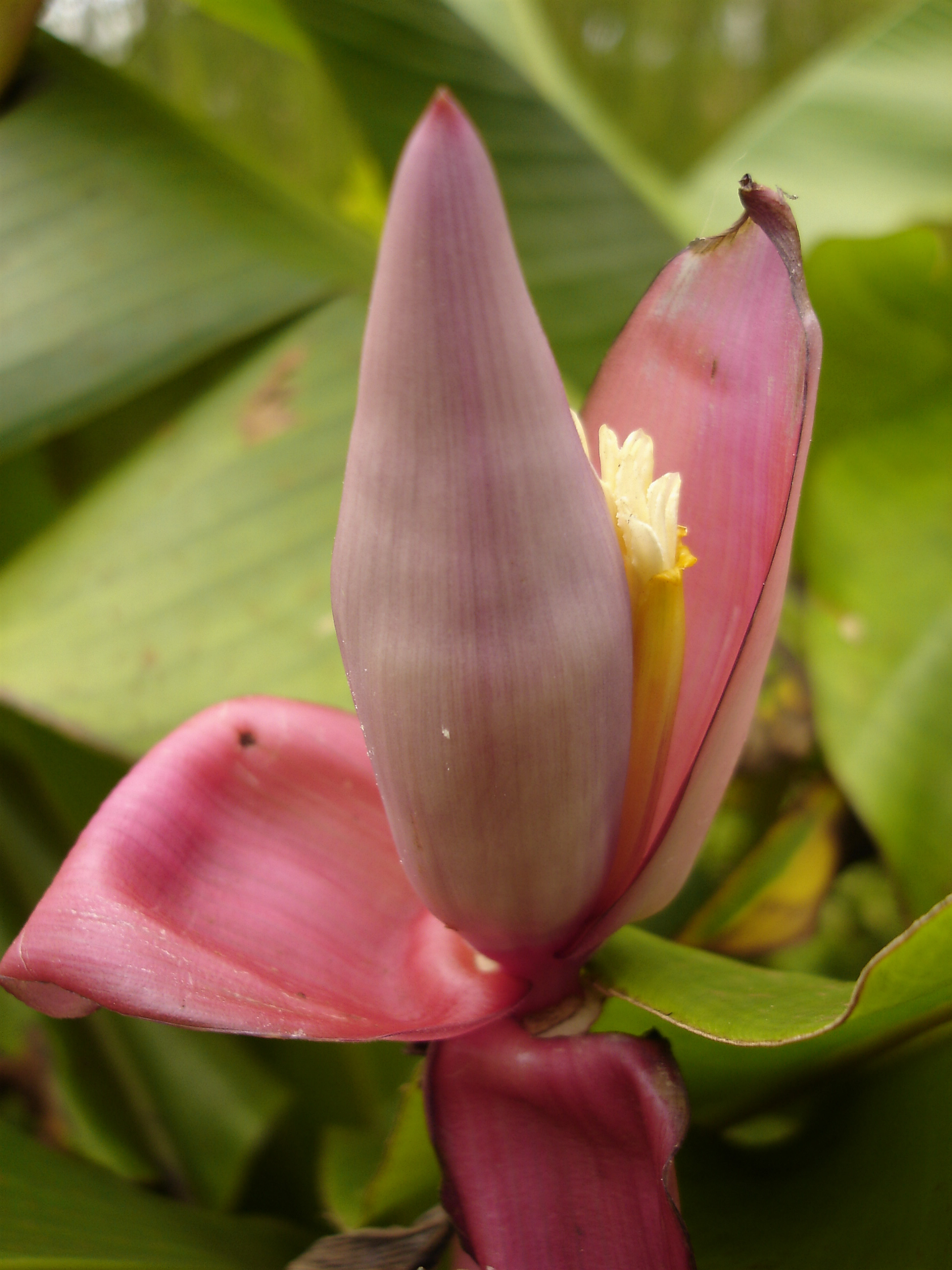
Musa ssp.
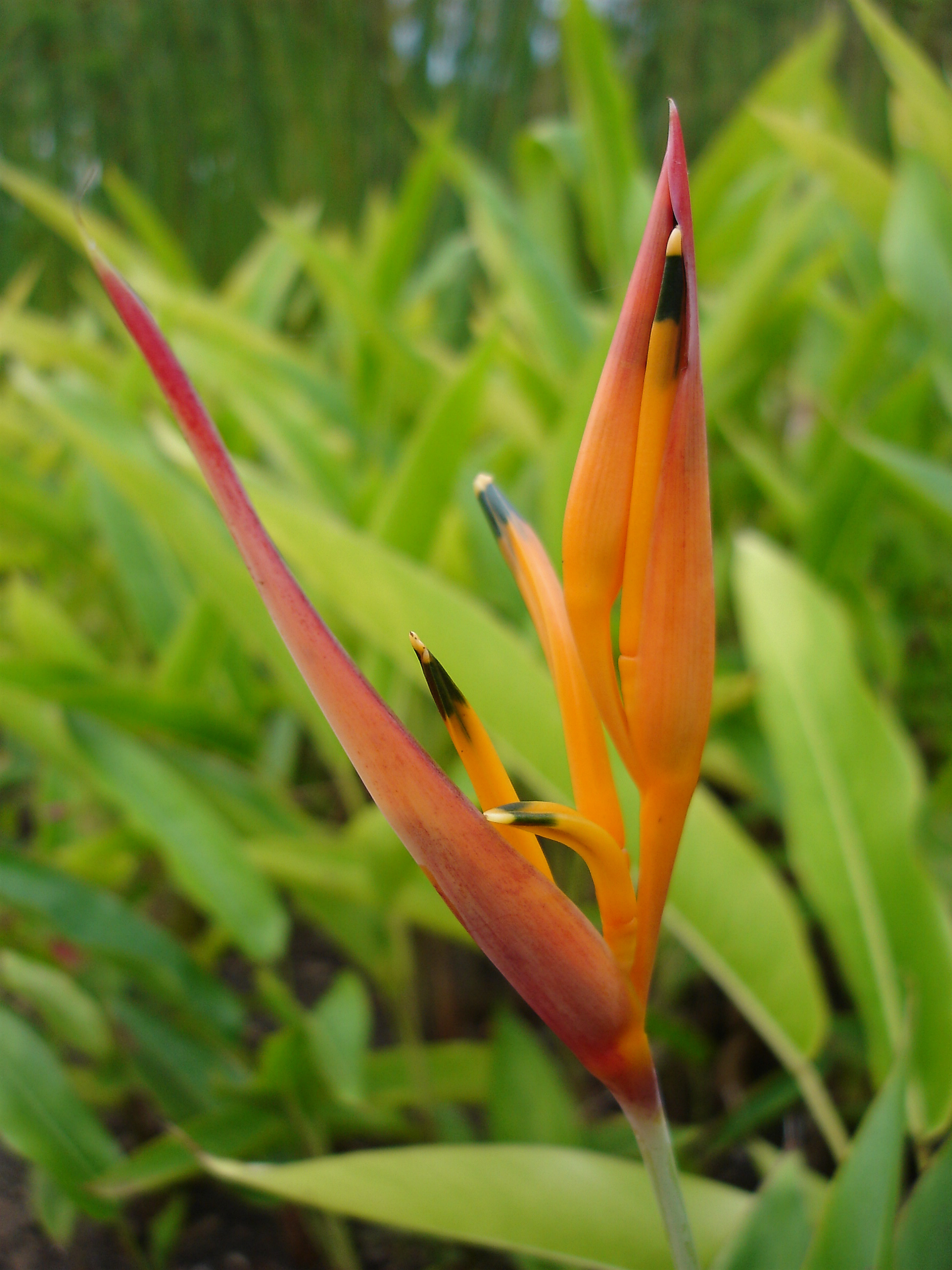
Heliconia psittacorum
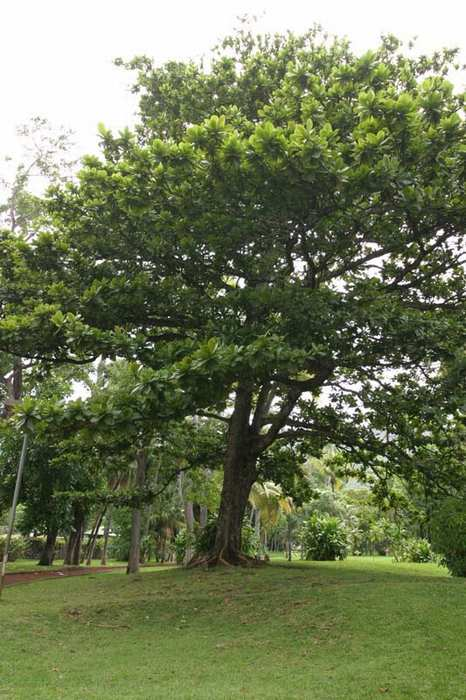
Terminalia catappa
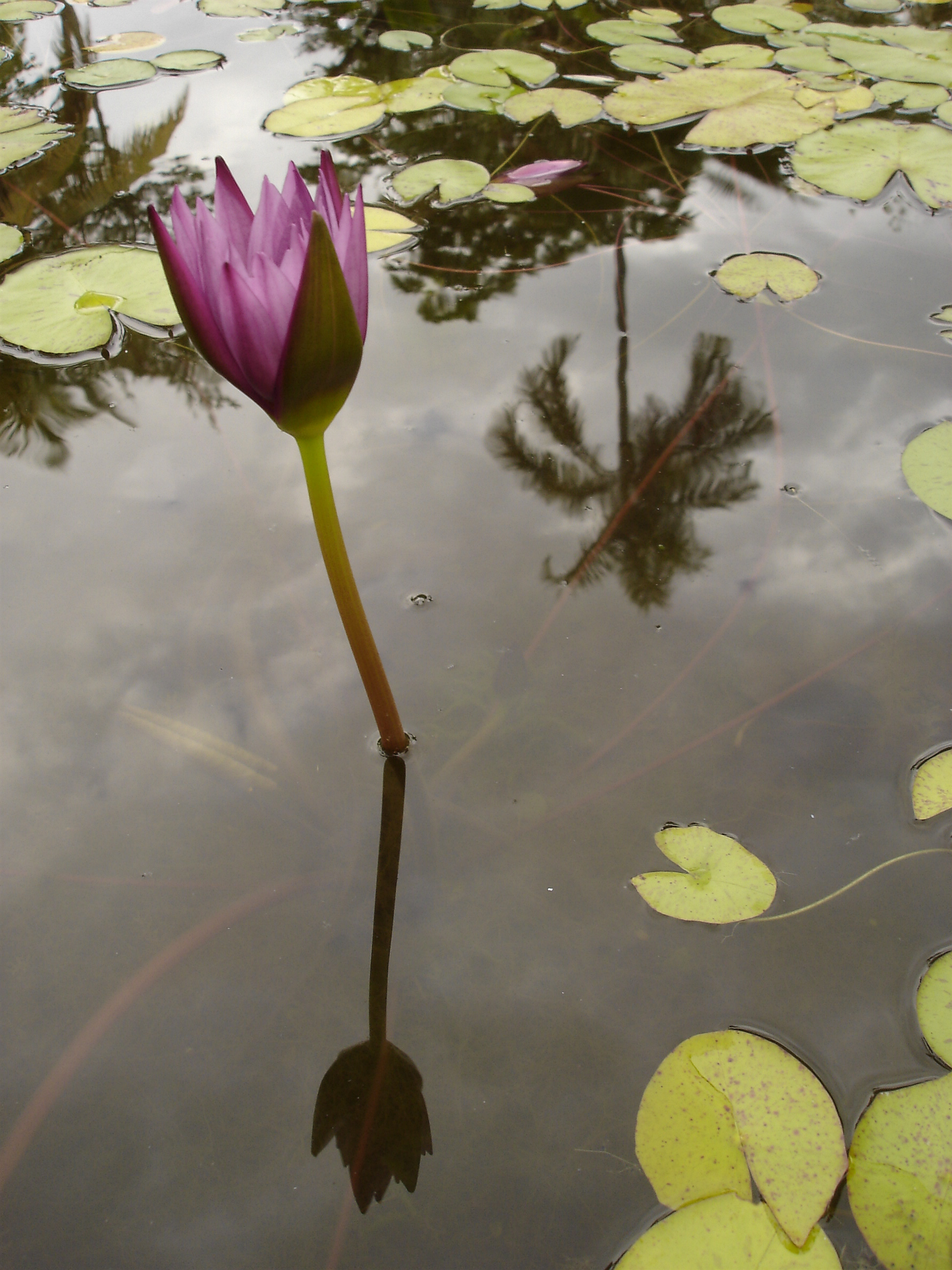
Nymphaea ssp.
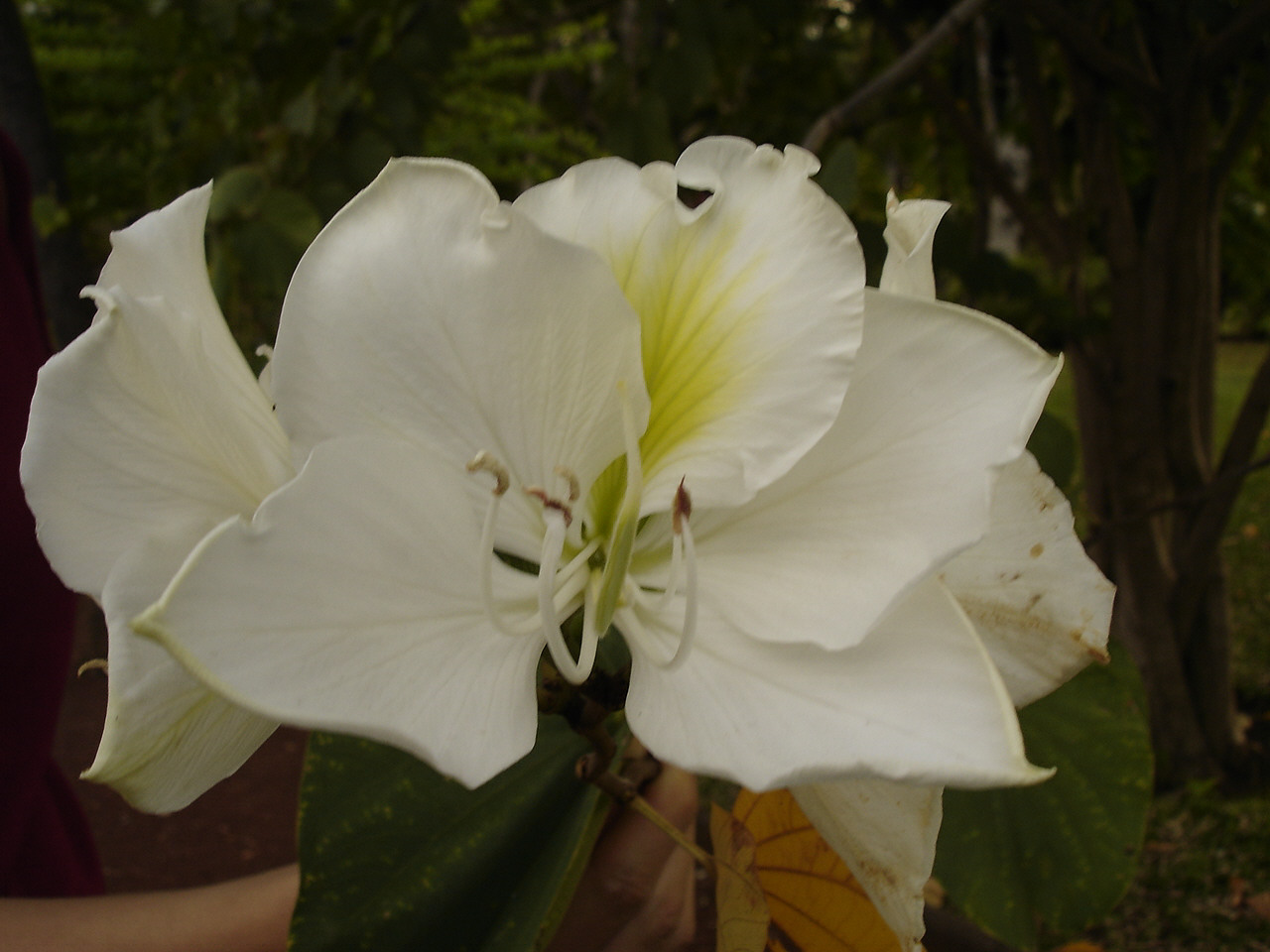
Bauhinia variegata 'Candida'